# Blair House (Washington, D.C.)
Das Blair House in Washington, D.C. (Adresse: 1651 Pennsylvania Avenue NW) dient als das offizielle Gästehaus des US-Präsidenten.

## Geschichte
Erbaut wurde das Gebäude 1824 im Federal Style. 1942 wurde es von der US-Regierung gekauft. Seitdem dient es als Unterkunft für Gäste des Präsidenten, vor allem bei Staatsbesuchen. Viele gewählte Präsidenten haben die Nacht vor ihrer Amtseinführung im Blair House verbracht.
Während der sogenannten Truman reconstruction (von 1948 bis 1952), bei der das Weiße Haus von Grund auf erneuert wurde, befand sich der Arbeitssitz der Regierung im Blair House. In den 1980er Jahren wurde das Haus renoviert und erweitert.
Das Blair House erhielt seinen Namen vom Politiker und Journalisten Francis Preston Blair sen. (1791–1876), der das Gebäude 1836 gekauft hatte. Am 15. Oktober 1966 wurde das Haus im National Register of Historic Places verzeichnet. Es ist seit dem 26. Oktober 1973 ein National Historic Landmark.